# Ariadni Spanaki
Ariadni (Paraskevi) Spanaki (griechisch Αριάδνη (Παρασκευή) Σπανάκη; * 13. März 2001 in Thessaloniki) ist eine griechische Seglerin, die an zwei Olympischen Sommerspielen teilnahm.

## Leben und Karriere
Durch ihre Eltern motiviert begann Ariadni Spanaki mit fünf Jahren zusammen mit ihrem älteren Bruder zu segeln. 2015 nahm sie im Alter von 14 Jahren an den 32. europäischen Segelmeisterschaften der Bootsklasse Optimist teil und erhielt die Silbermedaille. Sie gewann mit Myrto Papadopoulou 2018 in der 420er Jolle die Goldmedaille bei den U17 Segel-Weltmeisterschaften im australischen Perth mit 83 Punkten. 2019 belegte sie in der 420er Jolle mit derselben Segelpartnerin bei den griechischen Segelmeisterschaften in der Kategorie U19 den ersten Platz und kam bei der Athens 420 Sailing Week bei den Juniorinnen ebenfalls auf Platz eins.
Bei den Olympischen Sommerspielen 2020 in Tokio, die wegen der COVID-19-Pandemie erst 2021 stattfanden, nahm Ariadni Spanaki in der 470er Jolle mit der griechischen Olympiasiegerin von 2004 Emilia Tsoulfa teil. Die beiden kamen bei den Wettkämpfen bei Enoshima auf Platz 15. Bei den nächsten Olympischen Sommerspielen 2024 in Paris gab es die Bootsklasse der 470er Jolle nicht mehr im Wettkampfprogramm für Frauen, sondern nur noch für die gemischte Kategorie. Deshalb entschloss sich Ariadni Spanaki, mit ihrem Bruder Odysseas Spanakis anzutreten. Die beiden nahmen an den Weltmeisterschaften 2023 teil und belegten Platz 48. Im folgenden Jahr konnten sie bei den Weltmeisterschaften 2024 in Mallorca den 24. Platz erreichen. Sie qualifizierten sich mit Spanaki in der Rolle der Kapitänin durch die Last Chance Regatta im April 2024 in Hyères für die Olympischen Sommerspiele 2024 in Paris. Bei der olympischen Regatta in Marseille kamen sie mit 68 Punkten auf den zwölften Platz. Anschließend erreichte Ariadni Spanaki mit ihrem Bruder im November 2024 bei der Athens International Sailing Week den zweiten Platz hinter Emilia Tsoufla und Vasilis Georgiotis.
Ariadni Spanaki ist Mitglied des Segelvereins Piräus (Ιστιοπλοϊκού Ομίλου Πειραιά) und wird von Andreas Papadopoulos trainiert.
Parallel zu ihrer Sportkarriere studierte sie Schiffbau und Meerestechnik.